# Dialogmarketing
Dialogmarketing ist eine Form des Direktmarketings, die im Gegensatz zu anderer unspezifischer Werbung, beispielsweise Außenwerbung, gezielt auf die Interessen des (potentiellen) Kunden zugeschnittene Produkte und Dienstleistungen anbietet und sich dabei wesentlich auf die Auswertung und Vertiefung bestehender und/oder vergangener Kundenbeziehungen stützt oder neue aufbaut. Es stellt daher den „Dialog“ des Unternehmens mit dem Kunden in den Mittelpunkt. Aufgrund der sehr spezifischen Zielgruppendefinition ist das Dialogmarketing eng mit dem hauptsächlich im Internet verbreiteten Micromarketing verwandt. 

## Aufbau des Dialogmarketings
Instrumente des Dialogmarketings sind hauptsächlich telefonische, schriftliche oder elektronische Kontakte, beispielsweise nach dem Kauf eines Produkts vom betreffenden Hersteller, um auf diesem Weg einerseits potentiell interessante Produkte zu bewerben und andererseits weitere Informationen über den Kunden und seine Zufriedenheit mit dem Produkt zu erhalten. Oft werden alle oder zumindest mehr als eine der oben genannten Instrumente genutzt und kann sich an bestehende und potenzielle Kunden richten. Der wesentliche Teil dieser Kundenkontakte wird von Callcentern abgewickelt.
Ein wesentlicher Bestandteil des Dialogmarketings sind umfangreiche Datenbanken mit personenbezogenen Daten der Zielpersonen, die bei jedem Kauf um weitere Informationen ergänzt und mit den Methoden des Data-Minings ausgewertet werden. Ein Großteil der Daten zum Kaufverhalten dieser Personen wird über elektronische Kundenbindungssysteme wie Payback oder DeutschlandCard beim Einkauf erfasst und zentral gespeichert.